# Orchomene montanus
Orchomene montanus is een vlokreeftensoort uit de familie van de Lysianassidae. De wetenschappelijke naam van de soort is voor het eerst geldig gepubliceerd in 1991 door M. vinogradov & G. vinogradov.